# DR-Baureihe 98.11
Die Lokomotiven der Baureihe 9811 der Deutschen Reichsbahn waren Umbauten der bayerischen Gattung GtL 4/4 (Baureihe 988–9).
Da auch die Laufeigenschaften der Baureihe 9810 noch nicht ausreichten, um die Geschwindigkeit der Lokalbahnzüge in Bayern deutlich zu erhöhen, beschloss die Reichsbahn im Jahr 1934, eine Lok der Gattung GtL 4/4 (die 98 906) umzubauen. Sie erhielt unter anderem eine zusätzliche vordere Laufachse. Dafür mussten Kessel und Führerhaus nach vorne gerückt werden, was eine Höherlegung um 250 mm erforderte.
Nachdem die Versuche mit dem Fahrzeug erfolgreich waren, entschloss man sich, bis 1939 weitere 26 Maschinen zu modifizieren, und ordnete sie dann auch in eine neue Baureihe ein. Je ein weiteres Exemplar folgte 1940 und 1941. Die Umbauten erhielten die Nummern 98 1101–1129.
Die zulässige Höchstgeschwindigkeit der Umbauten konnte auf 55 km/h gesteigert werden, gegenüber 40 km/h bei der GtL 4/4 und 45 km/h bei der Baureihe 9810.
Alle 29 Lokomotiven überstanden den Zweiten Weltkrieg. Bis auf die Lokomotive 98 1108, welche zur Deutschen Reichsbahn kam, verblieben alle bei der Deutschen Bundesbahn. Heimat-Bw war u. a. Bayreuth mit der Außenstelle Neuenmarkt-Wirsberg.
```
Das Fahrzeug in der 
DDR
 wurde 1967 ausgemustert; die Maschinen im Westen zwischen 1960 und 1968.
```